# BBC Japan
BBC Japan – kanał telewizyjny należący do BBC Worldwide, działający w latach 2004–2006, przeznaczony wyłącznie na rynek japoński i stanowiący pod względem programowym lokalną wersję BBC Prime. 
Został uruchomiony 1 grudnia 2004 roku i był dostępny na satelitarnych platformach cyfrowych. Kanał nadawał w języku angielskim, korzystając z posiadanej przez BBC biblioteki programów rozrywkowych, dokumentalnych i edukacyjnych. Wiele programów było emitowanych z japońskimi napisami. 20 marca 2006 roku BBC podało, iż zerwało kontrakt z dotychczasowym wyłącznym dystrybutorem kanału z uwagi na wstrzymanie przez niego przewidzianych w umowie płatności, co wiązało się z bankructwem tej firmy. 24 kwietnia 2006 ogłoszona została decyzja o likwidacji kanału, ostatnim dniem emisji był 30 kwietnia 2006 roku. 